# Gruppo cosmonauti Roscosmos 18
Il Gruppo cosmonauti Roscosmos 18 è stato selezionato il 27 gennaio 2021 ed è formato da quattro candidati cosmonauti. I candidati, selezionati tra un bacino di 2229 proposte, ha iniziato l'addestramento generale dello spazio (OKP) di due anni poco dopo. I requisiti per questo gruppo di selezione erano avere meno di 36 anni e avere una laurea tecnica. Irtuganov e Koljabin sono aviatori mentre Teterjatnikov e Kivirjai sono ingegneri; tutti e quattro hanno prestato servizio nelle forze armate. Dopo due anni e mezzo di addestramento, il 14 giugno 2023 hanno partecipato all'esame di stato. Koljabin, Teterjatnikov e Kivirjai hanno ottenuto la qualifica di cosmonauti collaudatori mentre Irtuganov, pur partecipando all'esame, non ha potuto ricevere la qualifica per non idoneità medica al volo spaziale.
- Sergej Irtuganov[3]
- Aleksandr Koljabin[4]
- Sergej Teterjatnikov[5]
- Arutjun Kivirjai[6]